# Monaeses paradoxus
Espèce
Synonymes
- Monastes paradoxus Lucas, 1846
- Monaeses caudicula Simon, 1885
- Monaeses paradoxus albidus Simon, 1906
- Monaeses nigeriensis Millot, 1942

Monaeses paradoxus est une espèce d'araignées aranéomorphes de la famille des Thomisidae.

## Distribution
Cette espèce se rencontre en Europe du Sud et en Afrique.

## Description
Les mâles mesurent de 5 à 6 mm et les femelles de 8 à 11 mm.

## Systématique et taxinomie
Cette espèce a été décrite sous le protonyme Monastes paradoxus par Lucas en 1846. Elle est placée dans le genre Thomisus par Simon en 1866 puis dans le genre Monaeses par Thorell en 1870, nom de remplacement de Monastes Lucas, 1846, proccupé par Monastes Nitzsch, 1840.
Monaeses paradoxus albidus et Monaeses nigeriensis ont été placées en synonymie par Dippenaar-Schoeman en 1984.

## Publication originale
- Lucas, 1846 : « Histoire naturelle des animaux articulés. » Exploration scientifique de l'Algérie pendant les années 1840, 1841, 1842 publiée par ordre du Gouvernement et avec le concours d'une commission académique, Sciences physiques, Zoologie, Paris, vol. 1, p. 89-271.